# Heinrich Lhotzky
Heinrich Lhotzky, född 21 april 1859, död 24 november 1930, var en tysk teolog.
Lhotzky var påverkad av Johann Christoph Blumhardt, Christoph Blumhardt och Johannes Müller. Hans teologi karaktäriseras av den av honom uppkonstruerade motsatsen mellan "Guds rike" (den urkristna guds- och brödragemenskapen verksam i människolivet) och "religion" (stelnad i lära och författning).

## Böcker på svenska
- Ditt barns själ (översättning Vendela Emanuelsson, Lundholm, 1908) (Die Seele deines Kindes)
- Religion eller Guds rike (översättning Anne-Margrethe Murray, 1909) (Religion oder Reich Gottes)
- Den tappres tro (översättning Nils Larsson, Gleerup, 1915)
- Det heliga löjet (översättning Svante Johan Daniel Holmdahl, Sveriges kristliga studentrörelse, 1918)
- Ditt barns själ (översättning Signe Hallström, Hökerberg, 1923) (Die Seele deines Kindes)
- Ur Heinrich Lhotzky:s tankevärld (urval och översättning Ingeborg Björklund, Förenade författare, 1970)